# Фабіано Лейсманн
Фабіано Лейсманн (порт. Fabiano Leismann, більш відомий як Фабіано, нар. 18 листопада 1991, Сан-Жуан-ду-Уесті, Санта-Катарина) — бразильський футболіст німецького походження, який грає на позиції центрального захисника клубу «Аріс» (Салоніки). У попередні роки він послідовно грав у «Шапекоенсе», «Крузейро», «Палмейрасі», «Інтернасьйоналі», «Боавішті» та «Денізліспорі».

## Кар'єра

### Рання кар'єра
Фабіано, який походить із фермерської сім'ї, почав тренуватися в академіях клубу «Сан-Луїз» з міста Іжуї, Ріу-Гранді-ду-Сул. У 2009 році він перебрався в «Шапекоенсе», з яким спочатку також грав на юнацькому рівні, а пізніше виступав за першу команду у Серії С (2-11-2012), Серії B (2013) і Серії A (2014). У цій команді, яку тренував Мауро Овелья, Фабіано вперше зіграв у дорослому режимі. У сезоні 2012 року, попри гру на позиції захисника, став найкращим бомбардиром команди та «Викриттям місцевого чемпіонату». Після цього він почав грати на позиції вінгера, особливо після приходу нового тренера Жільмара Даль Поццо, який зумів вивести «Шапекоенсе» у вищий дивізіон бразильського футболу.

### «Крузейро»
У грудні 2014 року «Крузейро» придбав талановитого гравця за 3 600 000 реалів, запропонувавши йому п'ятирічний контракт. Він забив свій перший гол зановий клуб 20 вересня 2015 року у ворота свого колишнього клубу, «Шапекоенсе». У футболці Крузейро він зіграв у 29 офіційних матчах, забив один гол і віддав чотири гольові передачі.

### «Палмейрас»
У травні 2016 року був відданий в оренду «Палмейрасу» до кінця року. Він дебютував у червні проти колишнього клубу «Крузейро» (1:2) у чемпіонаті, а 27 листопада 2016 року, в передостанньому турі чемпіонату, він знову забив єдиний гол у грі проти «Шапекоенсе» (1:0) і цим результатом приніс клубу з Сан-Паулу дев'ятий титул чемпіона країни. 11 січня 2017 року «Палмейрас» оголосив про придбання 40 % прав гравця, заплативши «Крузейро» нерозголошену суму.

### «Інтернасьйонал»
2018 року Фабіано поступово втратив місце в стартовому складі і залишився поза планами «Палмейраса». З цієї причини він був відданий в оренду «Інтернасьйоналу» до кінця 2018 року. Там він себе добре зарекомендував, але продовження перебування в «Інтернасьйоналі» не було схвалено, оскільки «Палмейрас» негативно ставився до подальших оренд гравця або продажу лише половини прав на трансфер.

### «Боавішта»
Фабіано повернувся в «Палмейрас» у 2019 році, але через травму він зіграв лише в товариській грі проти «Гуарані», тому його знову віддали в оренду, цього разу за кордон, португальській «Боавішті» на рік. Фабіано провів свою першу гру за «Боавішту» в Прімера-лізі 30 серпня 2019 року у виїзному матчі проти «Белененсеша», коли він вийшов на заміну на 90-й хвилині. Загалом зіграв за сезон 27 ігор чемпіонату.

### «Денізліспор»
У вересні 2020 року він розірвав контракт із «Палмейрасом» і домовився з турецьким «Денізліспором», уклавши угоду на два сезони. Лейсманн зіграв свою першу гру за клуб у Суперлізі 19 вересня 2020 року вдома зустрілися з «Трабзонспором» (0:0), вийшовши у стартовому складі. Після закінчення сезону 2020/21, в якому зіграв 33 гри чемпіонату, він покинув клуб.

### «Аріс» (Салоніки)
15 липня 2021 року підписав трирічну угоду з грецьким «Арісом» (Салоніки). 29 липня у матчі-відповіді проти казахстанської «Астани» він дебютував за нову команду у Лізі конференцій 2021/22. У чемпіонаті Греції Фабіано дебютував 12 вересня 2021 року в матчі 1 туру проти ОФІ.
3 серпня 2023 року Фабіано забив свій перший гол у європейських турнірах, забивши єдиний гол своєї команди у ворота клубу «Арарат-Вірменія» (1:0), завдяки якому команда кваліфікувалась до наступної фази змагань.

## Особисте життя
Фабіано народився в Сан-Жуан-ду-Оесті, місті в штаті Санта-Катаріна, яке переважно населене німецькими іммігрантами, і 93 % населення розмовляє німецькою мовою . Прізвище гравця Лейсманн має німецьке походження, і він вільно володіє цією мовою. Насправді, як він заявляє, коли він у своїй рідній країні, він навіть не розмовляє португальською. «Район, де я жив, віддалений і маловідомий. Там важко розмовляти португальською. Навіть мені дуже важко розмовляти португальською з родиною та друзями. Насправді ми розмовляємо лише німецькою».

## Досягнення
«Шапекоенсе»
- Чемпіон штату Санта-Катарина: 2011 рік

«Палмейрас»
- Чемпіон Бразилії: 2016 рік

### Індивідуальні нагороди
- Відкриття чемпіонату штату Санта-Катарини : 2012 рік
- Другий найкращий захисник Ліги Катаріненсе за версією Top da Bola: 2012[20]
- Третій найкращий правий захисник Ліги Катаріненсе за версією Top da Bola: 2014[21]• Найкращий гравець грецької Суперліги: квітень 2022[22]